# زال (نحو)
زال من أخوات كان الفعل الناقص الذي لا تتمّ الجملة معه إلاّ بمرفوعٍ هو الاسم، ومنصوبٍ هو الخبر. يأتي منها الماضي والمضارع ولا يرد الأمر ولا المصدر، فهي ناقصة التصرّف، تفيد الاستمرار.
من الفعل المضارع (يزال)، وليس من يزول، بمعنى: يفنى، أو يزيل، إذّاك تكون (زال) تامةً غير ناقصة.

## شرط عمل
أن يتقدمها نفيٌ (بالحرف أو الاسم أو الفعل) أو نهي أو دعاء. مثال:
- النفي قولك: ما زال الطالبُ مجتهداً.
- النهي قول الشاعر[من؟]:

- الدعاء: فيكون بأن ترد (لا) قبل (زال) الفعل الماضي، لأنّ ذلك يمحضها للدعاء ومنه: لا زلت بخير، لا زال بيتك مقصوداً، ومنه أيضاً قول ذي الرمة (غيلان بن عقبة بن بهيس- 735م):

و(لا) هنا: حرف نفي يدلّ على الدعاء لا محلّ له من الإعراب، والبيت فيه شاهدان: أولهما: في قوله: (يا اسلمي) حيث حذف المنادى قبل فعل الأمر فاتصل حرف النداء بالفعل لفظاً، والتقدير:(يا دار ميةَ اسلمي) ولا يحسن أن نجعل (يا) في البيت حرف تنبيه لأنّ (ألا) السابقة عليها حرف تنبيه، والقاعدة أن لا يتوالى حرفان بمعنى واحد لغيرِ توكيد... والشاهد الثاني في (لا زال) فـ (لا): دعائية (تفيد الدعاء). -واللافت أنّ أكثر المتأدبين لا يميزون بين (لا زال) وما (زال) ولا يعرفان أنّ (لا) النافية إذا دخلت على الفعل الماضي ولم تتكرّر فإنّها تفيد الدعاء.. ويقولون: (لا زال العدوان مستمراً) والصحيح:(ما زال العدوان مستمرّاً) وفي العربية: (ما أكل فلانٌ) وليس (لا أكل فلانٌ)، إلاّ إذا كررّنا (لا) وقلنا: لا أكل ولا شرب. -و (زالَ زوالُك): أسلوب من الأساليب العربية العريقة عُرِف في كلام الجاهليين والإسلاميين، إذ كانوا يقولون لمن يدعون عليه بالهلاك: (زال زوالُك) ومنه قول الأعشى الكبير:
قيل: زال الخيالُ زوالَها، وقال ابن الأعرابي: إنّما كرهَ ذكرَ الخيال لأنّه يهيج شوقه... وذكر أبو عمرو: هذا مثلٌ للعرب قديمٌ، تستعمله هكذا بالرفع، فسمعه الأعشى، فجاء به على استعماله، وفي هذا ردّ على من قال انّ في البيت إقواءً، لأنّ اللام (حرف الروي) منصوبة في سائر أبيات قصيدة الأعشى... وقد أورد عدد من الرواة البيت بنصب (زوالها) بغير اقواء، أي: أزال الله زوالَها، بمعنى: زال خيالُها حين تزول فنصب زوالها على الوقت.. ومن قول ذي الرّمة يصف بيض النعامة:
أي: زيل قلبُها من الفزع. قيل: يحتمل أن يكون (زيلَ) في البيت مبنياً للمفعول- قاله ابن برّي- من زالَه الله، ويحتمل أن يكون (زيل) لغةً في (زال)، كما يقال في (كاد): (كيد)، ويدلّ على صحة ذلك أنّه يروى: (زيل منّا زوالُها) و(زال منّا زويلُها) أي: (زيل) بمعنى (زال) المبني للفاعل دون المبني للمفعول. ليتضح بذلك كلَّه مفهومُ الفعل، فلا يتطرق إلى مدلوله الشكُّ، ولايعتري معناه الوهمُ.

## الفرق بين ما زال وبين لا زال
يقع الكثيرون في الخلط بين ما زال ولا زال في الكلام ظانين أنهما بمعنى واحد، لذلك تجدهم يضعون كلا منهما مكان الآخر، مع أن لكل منهما استعماله حسب معناه، وحسب ما يريد المتكلم تبليغه. وزال هنا كلمة تدل على النفي، فإذا سبقتها أداة نفي دلت الجملة على الإثبات؛ لأن نفي النفي إثبات، أو سلب السالب إثبات كما هو متعارف عليه عند أهل المنطق والنحو والبلاغة. ولهذا يرى ابن الأنباري في كتابه «الإنصاف» عند حديثه عن ما زال: أن «ما» هنا حرف نفي، بدليل أنا لو قدرنا زوال النفي عنها لما كان الكلام إيجابا. و«زال» هنا مع أداة النفي التي قبلها هي التي تعد من النواسخ ولا بد من ذكر معموليها معا لتفيد الاستمرار مع الديمومة كقولنا: «ما زال النهر جاريا» و«ما زال الجو باردا» وكل جملة مع «ما زال» هي جملة خبرية بدأ حدوثها في الماضي. أما إذا قلنا مثلا: «لا زال حالك ميسورا» و«لا زالت صحتك جيدة» و«لا زالت كلمتك مسموعة»، فكل جملة من هذه الجمل هي جملة طلبية تفيد الدعاء أي: أدعو لك بأن تستمر صحتك جيدة وحالك ميسورا.. الخ. و«لا زال» فيها دعائية. فإذا أردنا الإخبار قلنا «مازال».
مما تقدم يتضح لنا أن الجملة المسبوقة بـ«ما زال» هي جملة اسمية خبرية تحتمل الصدق والكذب. فلو قلت لك: «ما زال الجو حارا» فيمكن أن تصدقني أو أن تكذبني، أما الجملة المسبوقة ب«لا زال» فهي جملة فعلية إنشائية تفيد الدعاء ولا تحتمل لا صدقا ولا كذبا فلو قلت لك: «لا زال عيشك كريما»، فلا يصح أن تقول لي: صدقت أو كذبت، لأنني لا أخبر بل أدعو.